# Agadir Challenger 1993
L'Agadir Challenger 1993 è stato un torneo di tennis facente parte della categoria ATP Challenger Series nell'ambito dell'ATP Challenger Series 1993. Il torneo si è giocato a Agadir in Marocco dal 22 al 28 marzo 1993 su campi in terra rossa.

## Vincitori

### Singolare
Markus Naewie ha battuto in finale  Martín Jaite con il punteggio di 6–2, 7–5

### Doppio
Menno Oosting /  Goran Prpić hanno battuto in finale  Ģirts Dzelde /  Piet Norval con il punteggio di 3–6, 6–3, 6–3